# 偉大的渺小 (歌曲)
〈偉大的渺小〉（英語：Little Big Us）是新加坡歌手林俊杰第13张录音室专辑《伟大的渺小》的首波同名主打歌，由林俊杰作曲，并首度与作词人小寒合作，于2017年11月25日發行。
该歌曲获得2017Hit Fm年度百首单曲冠军；入围第29届金曲奖年度歌曲奖，林俊杰更凭借此曲入围最佳作曲人奖。

## 音樂錄影帶
2017年12月14日，由陈映蓉执导的〈偉大的渺小〉MV首播，讲述的是4個迷失的都市人的故事，擷取了專輯概念微電影《回家的路》精華，將電影中四個看似背景不同、本質卻相同的角色心境，剖析得淋漓盡致，並從中試著尋找愛的本質、回家的路，將心的狀態回歸到最純潔簡單的狀態。

## 現場演出
2017年11月25日，林俊杰在第54届金马奖颁奖典礼首度献唱，重新诠释“新艺城”经典电影歌曲并首唱新歌〈偉大的渺小〉，献给所有勇敢追梦的电影工作者。2017年12月30日，林俊杰在浙江卫视领跑2018跨年演唱会演唱〈偉大的渺小〉，是该歌曲的中国大陆首唱。

## 奖项
| 年份 | 單位                              | 獎項                        | 入圍者／作品           | 結果 | 來源  |
| ---- | --------------------------------- | --------------------------- | ---------------------- | ---- | ----- |
| 2018 | 第29屆金曲獎                      | 年度歌曲奖                  | 〈偉大的渺小〉         | 提名 | [ 3 ] |
| 2018 | 第29屆金曲獎                      | 最佳作曲人奖                | 林俊杰／〈偉大的渺小〉 | 提名 | [ 3 ] |
| 2018 | Hito流行音乐奖                    | 年度百首单曲冠军            | 〈偉大的渺小〉         | 獲獎 | [ 7 ] |
| 2018 | Hito流行音乐奖                    | 年度十大華語歌曲            | 〈偉大的渺小〉         | 獲獎 | [ 7 ] |
| 2018 | 加拿大至HIT中文歌曲排行榜年度總選 | 至HIT推崇國語十大歌曲       | 〈偉大的渺小〉         | 獲獎 | [ 8 ] |
| 2018 | 全球华人歌曲排行榜                | 年度金曲                    | 〈偉大的渺小〉         | 獲獎 | [ 9 ] |
| 2018 | 中華音樂人交流協會                | 年度十大单曲                | 〈偉大的渺小〉         | 獲獎 |       |
| 2019 | 流行音乐全金榜                    | 年度20大金曲                | 〈偉大的渺小〉         | 獲獎 |       |
| 2019 | 流行音乐全金榜                    | 新加坡UFM 100.3电台点播冠军 | 〈偉大的渺小〉         | 獲獎 |       |

## 榜单成绩
〈偉大的渺小〉发布后便空降KKBOX、iTunes等平台多榜冠军。在2017年度Hit FM年度百首单曲获得冠军，在2018年KKBOX华语年度百大单曲获得第7名，在2019年UFM 100.3「U选1000」获得冠军	。
在中国大陆数位平台，〈偉大的渺小〉和〈Until The Day〉作为数字专辑发布，
上线当天便突破QQ音乐“三金唱片”等级认证。截止2023年6月15日，共售出811,705张，销售额为人民币3,246,820元。

## 幕后
- 配唱製作－馬毓芬
- 製作協力－周信廷
- 鍵盤－吳慶隆
- 木吉他－黃冠龍
- 鋼琴－吳慶隆
- 弦樂－國際首席愛樂樂團
- 弦樂監製－李朋
- 小提琴－劉志勇、龐闊、楊爽、高言、張浩、劉瀟、崔方晗、殷玥、倪冰雪、唐昕、易經明、高學思、崔曉雷、徐航
- 中提琴－畢芳、米巍、陳欣欣、楊曉宇
- 大提琴－郎瑩、孫藝、王瑤、賀虓
- 和聲編寫－林俊傑、馬毓芬
- 和聲－林俊傑、JFJ合唱團
- 錄音室－THE JFJ LAB (Taipei)、Lights Up Studio (Taipei)、 YELLOW BOX STUDIOS (Singapore)、TTL (Beijing)
- 錄音師－林俊傑、鐘國泰、XANDER TOH、李卓
- 混音室－mixHaus (Encino, CA)
- 混音師－Richard Furch
- 混音助理－Jorel Corpus
- 後期母帶處理製作人－林俊傑
- 後期母帶處理錄音室－Lurssen Mastering
- 後期母帶處理錄音師－Gavin Lurssen